# چاه‌برف
چاه‌برف یک روستا در ایران است که در دهستان خرقان شرقی واقع شده‌است. اهالی روستا را چاه بار هم می‌نامند. این روستا در شهر آوج (شهرستان بوئین‌زهرا) خرقان شرقی و بخش کلنجین واقع شده و پس از گذر از کلنجین اولین روستا چاه برف می‌باشد اراضی کشاورزی این روستا به شوند یکپارچگی و دشت بودن به‌طور کامل کشت می‌شود. در دامنه‌های تپه‌های اطراف باغهای فندق می‌باشد که به صورت باغ داری مدرن بهره‌برداری می‌شوند. از طوایف مشهور این روستا طایفه باغ گرایی و خمسه می‌باشد. این روستا در گذشته نه چندان دور تقریباً خالی از سکنه بود اما در چند سال گذشته و با رسیدگی بیشتر به روستاها جمعیت این روستا بیشتر شده‌است و هم‌اکنون جمعیت این روستا حدود ۱۸۵ نفر است. پیشه اصلی این روستا کشاورزی بوده دامداری در جای دوم قرار دارد.
مردم این روستا به زبان ترکی آذربایجانی سخن می‌گویند و تعدادی از اهالی روستا از طایفه خمسه هستند که در زمان رضاشاه به این روستا کوچ داده شده‌اند.

## امکانات
یک حلقه چاه عمیق موجود در این روستا توسط نیکوکاری از کشور ایتالیا ساخته شده‌است.
عدم وجود امکانات بهداشتی و آموزشی در این روستا دلیل بزرگ مهاجرت به کرج و شهر صنعتی الوند می‌باشد

## واژگان
چاه برف در گویش عامیانه اهالی چاه بار گفته می‌شود و منظور از آن چاله‌هایی بوده که در اطراف روستا بوده و تا اوایل تابستان برف در آنها می‌مانده
نام درست خرقان، فره گان می‌باشد که در زبان عربی خرقان گفته می‌شود.

## اطلاعات
| مکان    | خانوار | جمعیت | دین. مذهب         | پیشه             | آب و هوا   |
| ------- | ------ | ----- | ----------------- | ---------------- | ---------- |
| چاه برف | ۷۵     | ۱۸۵   | اسلام. شیعه جعفری | کشاورزی. دامداری | نیمه معتدل |